# RAF Scampton
Royal Air Force Station Scampton is een vliegbasis  van de Royal Air Force ongeveer 10 km ten noorden van Lincoln in Engeland, net buiten het dorp Scampton. 

## Eerste Wereldoorlog
In de Eerste Wereldoorlog legde de voorganger van de RAF, het Royal Flying Corps een vliegveld aan, Home Defence Flight Station Brattleby (ook bekend als Brattleby Cliff) dat eind 1916 geopend werd. De eerste operationele unit was A Flight van No. 33 Squadron RFC met FE2bs die tegen zeppelins werden ingezet. In 1917 werd de naar gewijzigd in RAF Scampton. Het werd een opleidingsbasis, met No. 60, No. 81 en No. 11 Training Squadron die Sopwith Camel, Pup en Dolphin gebruiken.
In april 1919 werd de basis gesloten. Het terrein werd aan de voormalige eigenaars teruggegeven en alle gebouwen werden verwijderd.

## Tweede Wereldoorlog
In het kader van de expansie van de Britse strijdkrachten in de jaren 1930 heropende RAF Scampton in 1936 als een bommenwerperbasis van No. 3 Group RAF. No. 9 Squadron RAF vloog toen met Handley Page Heyfords en No. 214 Squadron RAF vloog met Vickers Virginias. Bij het uitbreken van de oorlog werden er twee squadrons met Handley Page Hampdens gestationeerd met als taak het leggen van mijnen en het bombarderen van vijandelijke schepen. 
Vanaf 1942 waren er twee squadrons met Avro Lancasters gestationeerd, No.  517 en No. 617 Squadron, dat speciaal gevormd was voor Operatie Chastise, de aanval op Duitse dammen in mei 1943. 617 Squadron kreeg daarom de bijnaam Dambusters.
In 1944 werden de startbanen verbeterd. Scampton werd toen de basis van twee Lancastersquadrons, No. 153 Squadron RAF en later ook No. 625 Squadron RAF van No. 1 Group RAF. Hun Lancasters werden betrokken bij Operatie Manna. Van 29 april tot en met 8 mei 1945 dropten zij voedselpakketten op Duindigt bij Den Haag o.l.v. Squadron Leader Alan B. Fry, die met het Distinguished Flying Cross  onderscheiden werd. 

## Na de oorlog
Na de oorlog werd de startbaan verlengd om straalvliegtuigen te kunnen ontvangen. In de Koude Oorlog was Scampton de basis van vier English Electric Canberra-squadrons (1953-1955) en vanaf 1955 van Avro Vulcan bommenwerpers van de Britse V-Force. Nadat de Vulcans uit dienst waren genomen kwam de Central Flying School van de RAF naar Scampton, dat ook de thuisbasis werd van het Red Arrows-demonstratieteam van de RAF. In 1996 werd de basis gesloten, hoewel de Red Arrows het luchtruim boven de basis bleven gebruiken. In 2000 werd Scampton terug in dienst genomen door de Red Arrows. Naast het demonstratieteam zijn er op Scampton enkel niet-vliegende diensten van de RAF gebaseerd.
In 1954 werd een gedeelte van de buitenopnamen van de film The Dam Busters opgenomen in Scampton, met Avro Lancasters geleverd door de Royal Air Force.